# Ebanie Bridges
Ebanie Bridges (Sídney, 22 de septiembre de 1986) es una boxeadora profesional australiana. Entre marzo de 2022 y diciembre de 2023 ostentaba el título del peso gallo femenino de la FIB. Como aficionada, Bridges compitió en el peso gallo femenino en los Guantes de Oro de Australasia de 2016 y 2017, respectivamente, donde ganó el oro.

## Primeros años
Creció en el suburbio de Toongabbie, al oeste de Sídney, siendo la menor de tres hermanos. Es la menor de dos gemelos por seis minutos y la única niña de su familia. A los cinco años, sus padres la iniciaron en el kárate, en el que compitió hasta los trece años. Poco después, se entrenó en kickboxing y Muay Thai en la escuela secundaria. Más tarde, descubrió el culturismo de competición, bajo la tutela de Arina Manta, en el que compitió durante ocho años y ganó numerosos títulos regionales y estatales. Habló de su adolescencia como algo duro, aunque con la ayuda de sus padres superó las dificultades.

## Carrera como amateur
Bridges acumuló un récord amateur de 26-4 entre 2016 y 2018, durante el cual ganó los títulos nacionales de Guantes de Oro de 2016 y 2017, así como los títulos de campeona estatal en el peso gallo. También compitió en el Torneo de Selección Femenina de Australia en Perth, sin embargo, fue derrotada por Antonia Kay en los cuartos de final por decisión de puntos 4:1.

## Carrera profesional
El 24 de noviembre de 2018, Bridges tenía programada enfrentarse a la luchadora tailandesa Rungnapha Kaewrachang en un combate de peso gallo en el Wollongong Fraternity Club, sin embargo, la pelea fue cancelada debido a que Kaewrachang experimentó problemas de autorización para pelear. Bridges en cambio luchó contra Bianca Elmir en una pelea de exhibición, aunque no fue reconocida como un combate profesional. Bridges hizo su debut profesional el 8 de febrero de 2019 en el Hordern Pavilion de Sídney, en el undercard de Tim Tszyu vs. Denton Vassell contra la luchadora filipina Mahiecka Pareno (2-1-0), a la que Bridges derrotó por decisión mayoritaria, mientras tenía que levantarse de la lona después de que Pareno la dejara caer en el primer asalto. Durante su pelea con Pareno, se reveló más tarde que Bridges se había roto el tobillo, pero siguió adelante.
El 12 de octubre de 2019, Bridges luchó contra Laura Woods, a la que Bridges derrotó por TKO en el tercer asalto, y luego en el mes siguiente había derrotado a Kanittha Ninthim por TKO en el segundo asalto.
En febrero de 2020, Bridges firmó un contrato promocional con Split-T Management. Hizo su debut en los Estados Unidos el 8 de febrero de 2020, ganando una decisión unánime de seis asaltos contra Crystal Hoy en el Hammond Civic Center en Hammond (Indiana), con los jueces Jerry Jakubco, Nathan Palmer y Skylar Slay anotando la pelea 60-54 a favor de Bridges. En noviembre de 2020, después de su derrota ante Jorgelina Guanini, Rachel Ball había dado a conocer sus intenciones de enfrentarse a Bridges por el título vacante del peso gallo de la AMB que inicialmente esperaba disputar contra Guanini.
El 13 de marzo de 2021, Bridges se enfrentó a Carol Earl por el título vacante del peso supergallo de la Federación Nacional de Boxeo de Australia en el Bankstown City Paceway de Sídney, en el que Bridges se aseguró una decisión unánime con Ian Batty, Wayne Douglas y Kevin Hogan puntuando el combate 80-72, 80-72 y 79-73 a favor de Bridges. el 14 de marzo se confirmó que Bridges se enfrentaría a Shannon Courtenay en un combate por el título mundial del peso gallo, por el título vacante del peso gallo femenino de la Asociación Mundial de Boxeo (AMB), en el marco de la defensa del título continental de la AMB por parte de Conor Benn contra Samuel Vargas en el Copper Box Arena el 10 de abril, Se esperaba que Courtenay luchara contra Rachel Ball, pero como ésta se estaba recuperando de un coronavirus, Bridges se presentó como sustituta de última hora.

## Vida personal
Es profesora de matemáticas titulada en el instituto Airds, y vive en Dural (Nueva Gales del Sur). Mientras estudiaba para ser profesora de matemáticas, realizó unas prácticas en el instituto Mount Annan. Mientras se entrenaba como boxeadora amateur, Bridges se licenció en Matemáticas con especialización en Educación Física en la Universidad de Western Sydney, y posteriormente realizó un máster en Enseñanza, en el que se graduó como la mejor de su clase. Bridges habla inglés, portugués y español. Es cinturón negro de kárate.
Bridges compitió en la cuarta temporada de SAS Australia, siendo eliminada en el undécimo episodio.

## Combates realizados
| Resultado | Récord | Oponente            | Método                 | Fecha                   | Ronda | Localización  |
| --------- | ------ | ------------------- | ---------------------- | ----------------------- | ----- | ------------- |
| Derrota   | 9–2    | Miyo Yoshida        | Decisión (unánime)     | 9 de diciembre de 2023  | 10    | San Francisco |
| Victoria  | 9–1    | Shannon O'Connell   | TKO                    | 10 de diciembre de 2022 | 10    | Leeds         |
| Victoria  | 8–1    | María Cecilia Román | Decisión (unánime)     | 26 de marzo de 2022     | 10    | Leeds         |
| Victoria  | 7–1    | Mailys Gangloff     | PTS                    | 4 de septiembre de 2021 | 8     | Leeds         |
| Victoria  | 6–1    | Bec Connolly        | TKO (golpes)           | 7 de agosto de 2021     | 3 (8) | Brentwood     |
| Derrota   | 5–1    | Shannon Courtenay   | Decisión (unánime)     | 10 de abril de 2021     | 10    | Londres       |
| Victoria  | 5–0    | Carol Earl          | Decisión (unánime)     | 13 de marzo de 2021     | 8     | Sídney        |
| Victoria  | 4–0    | Crystal Hoy         | Decisión (unánime)     | 8 de febrero de 2020    | 6     | Hammond       |
| Victoria  | 3–0    | Kanittha Ninthim    | TKO (golpes)           | 30 de noviembre de 2019 | 2 (4) | Brisbane      |
| Victoria  | 2–0    | Laura Woods         | TKO (golpes)           | 12 de octubre de 2019   | 3 (4) | Sídney        |
| Victoria  | 1–0    | Mahiecka Pareno     | Decisión (por mayoría) | 8 de febrero de 2019    | 3     | Sídney        |

## Enlaces personales
- Sitio web oficial
- Ebanie Bridges en Instagram

- Datos: Q106447927
- Multimedia: Ebanie Bridges / Q106447927

- Esta obra contiene una traducción  derivada de «Ebanie Bridges» de Wikipedia en inglés, publicada por sus editores bajo la Licencia de documentación libre de GNU y la Licencia Creative Commons Atribución-CompartirIgual 4.0 Internacional.